# Hyvinkää
Hyvinkää (Zweeds: Hyvinge) is een gemeente en stad in het Finse landschap Uusimaa. De gemeente heeft een landoppervlakte van 322,69 km² en telt 46.797 inwoners (2022). De stad ligt 59 km ten noorden van de hoofdstad Helsinki en kreeg in 1960 stadsrechten.

## Karakteristieken

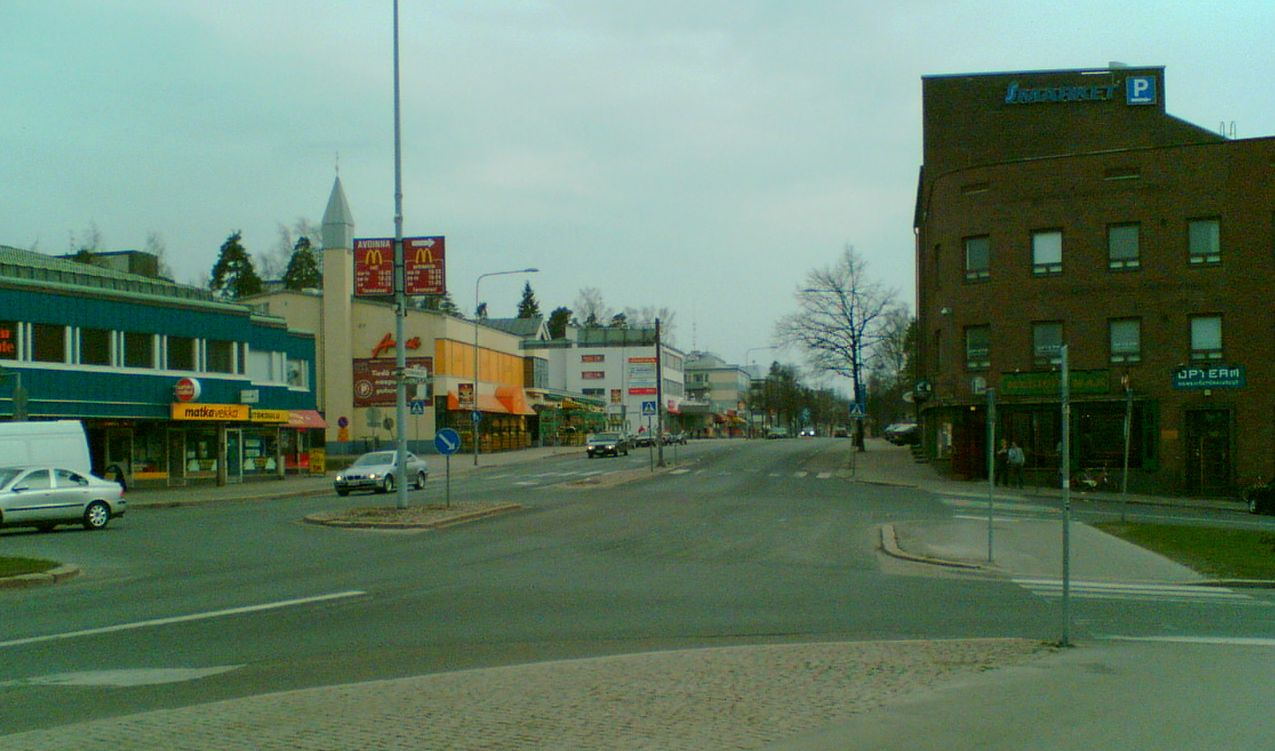
Het centrum van Hyvnkää

De goede snelweg- en spoorverbinding maakt Hyvinkää tot een van de forensencentra van groot-Helsinki. De stadsplanning legt de nadruk op recreatievoorzieningen, omdat men zich bewust is dat het bescheiden centrum van de plaats niet kan wedijveren met de winkelfaciliteiten van de hoofdstad. Enkele bekende gebouwen zijn de kerk van Hyvinkää, Aarno Ruusuvuori, 1961 en het landhuis van Kytäjä. Het Finse Spoorwegmuseum is gevestigd in Hyvinkää.
Het centrum van Hyvinkää wordt gekarakteriseerd door een brede en rechte straat, de in elkaars verlengde liggende Hämeenkatu en Uudenmaankatu. Het historisch belangrijke houten station van Hyvinkää bevindt zich pal in het centrum. De sporen kruisen onder de Hameenkatu door. Men kan onder andere op de perrons komen door de wandeltrappen vanaf de Hameenkatu af te lopen. Het station ligt aan de oudste spoorlijn van Finland, tussen Helsinki en Hämeenlinna en verder naar Tampere.
Iets ten noordwesten van het centrum bevindt zich Sveitsi, een bebost natuurgebied dat populair is bij wandelaars. Naast het natuurgebied bevindt zich een hotel dat zowel internationale zakelijke bezoekers als voornamelijk Finse toeristen trekt. In de omgeving van Hyvinkää, met name naar het westen en noorden, bevinden zich diverse meren, in een over het algemeen bebost en heuvelachtig landschap.
Hyvinkää is bij Scandinavische beoefenaars van de golfsport bekend dankzij de Kytäjä-golfbanen, die gevestigd zijn op het platteland bij Hyvinkää. Kytäjä bestaat uit twee golfbanen, ontworpen door Tom McBroom. De eerste, zuidoostelijke baan opende in augustus 2003. Het tweede, noordwestelijke parcours opende in augustus 2004.

## Geschiedenis
In de 16e eeuw bestond er een herberg in het gebied dat nu Hyvinkäänkylä heet en ongeveer halverwege Helsinki en Hämeenlinna ligt. De eerste belastingregisters vermelden rond dezelfde periode ook enkele huizen in het gebied.
De plaats Hyvinkää groeide in de tweede helft van de 19e eeuw geleidelijk. Het was echter de aanleg van het spoorwegnetwerk door Finland vanaf 1861 die het startpunt betekende voor de snelle groei van de stad.

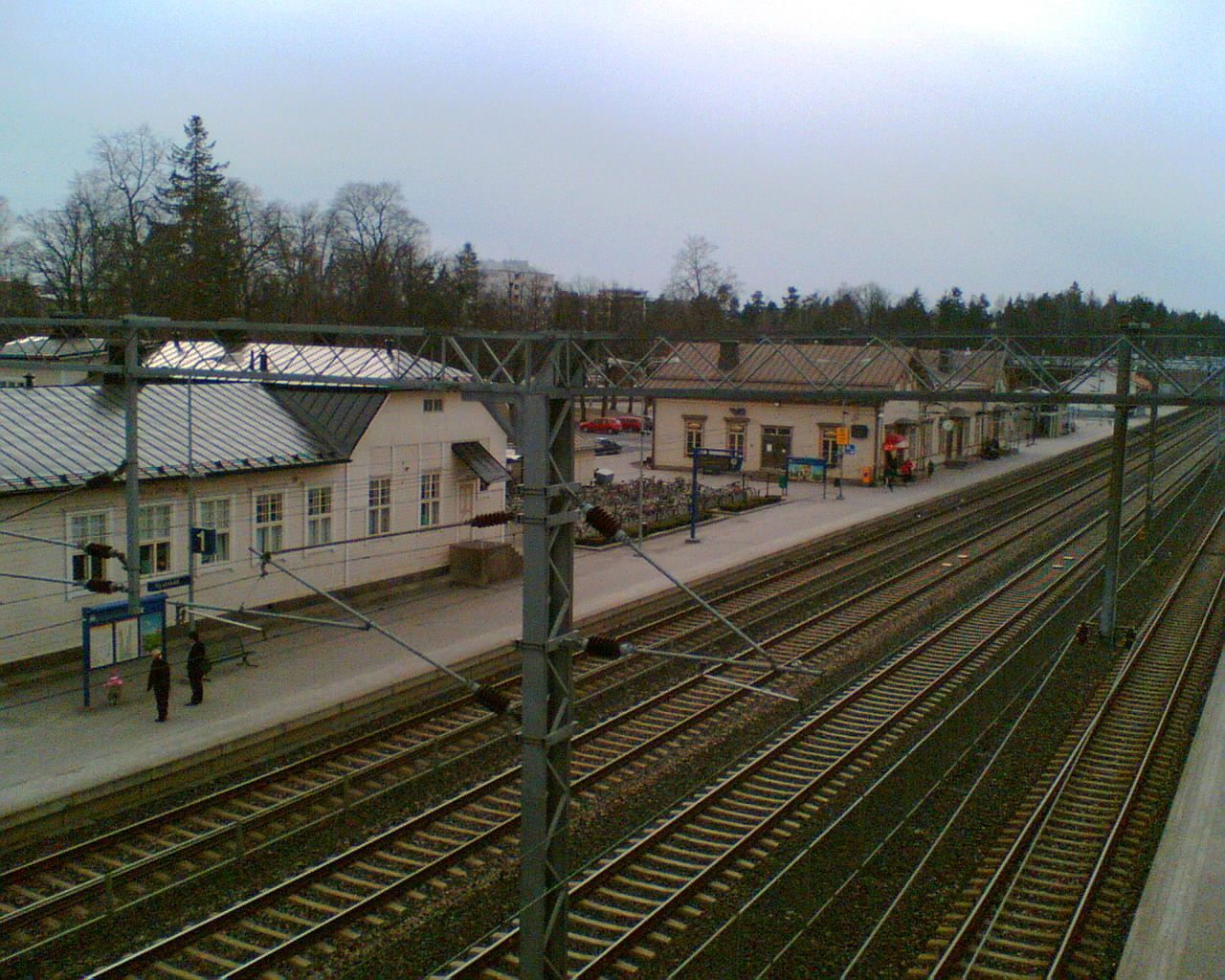
Het historische station

De aanleg van het eerste spoorwegtraject, de lijn Helsinki-Hämeenlinna, bepaalde de plaats van het huidige stadscentrum. Het spoorwegstation van Hyvinkää is een van de weinige originele stations die nog altijd in gebruik zijn. Vanuit Hyvinkää vertakt de spoorweg zich ook naar de haven van Hanko. De in 1872 opgerichte spoorlijn Hanko-Hyvinkää was de eerste privéspoorlijn in Finland. De Finse staatsspoorwegmaatschappij kocht de lijn in 1875. In de eerste jaren van de 20e eeuw was het stationsstadje Hyvinkää een tussenstop voor vele emigranten die per schip vertrokken uit Hanko voor een nieuw bestaan in de Verenigde Staten van Amerika.
Men beschouwde de luchtkwaliteit in Hyvinkää gezond dankzij de dichte dennenbossen en daarom opende een groep artsen uit Helsinki er een sanatorium voor patiënen die rust en herstel zochten.
De industrialisering bracht een wolfabriek naar Hyvinkää in 1892, de Hyvinge Yllespinneri van de familie Donner. De fabriek beëindigde haar activiteiten in de jaren 1990, maar de voor de streek karakteristieke rode bakstenen hallen staan er nog altijd. Het gebouw heeft voor verschillende nieuwe bestemmingen gekregen, onder andere een tentoonstellingscentrum en een theater.
Het vliegveld van Hyvinkää heeft gedurende een korte tijd na de Tweede Wereldoorlog gefungeerd als de belangrijkste luchthaven van Finland, terwijl de luchthaven Helsinki-Malmi onder bestuur stond van de Geallieerden. Vandaag de dag is er een centrum voor motorsport nabij het vliegveld.

## Industrie

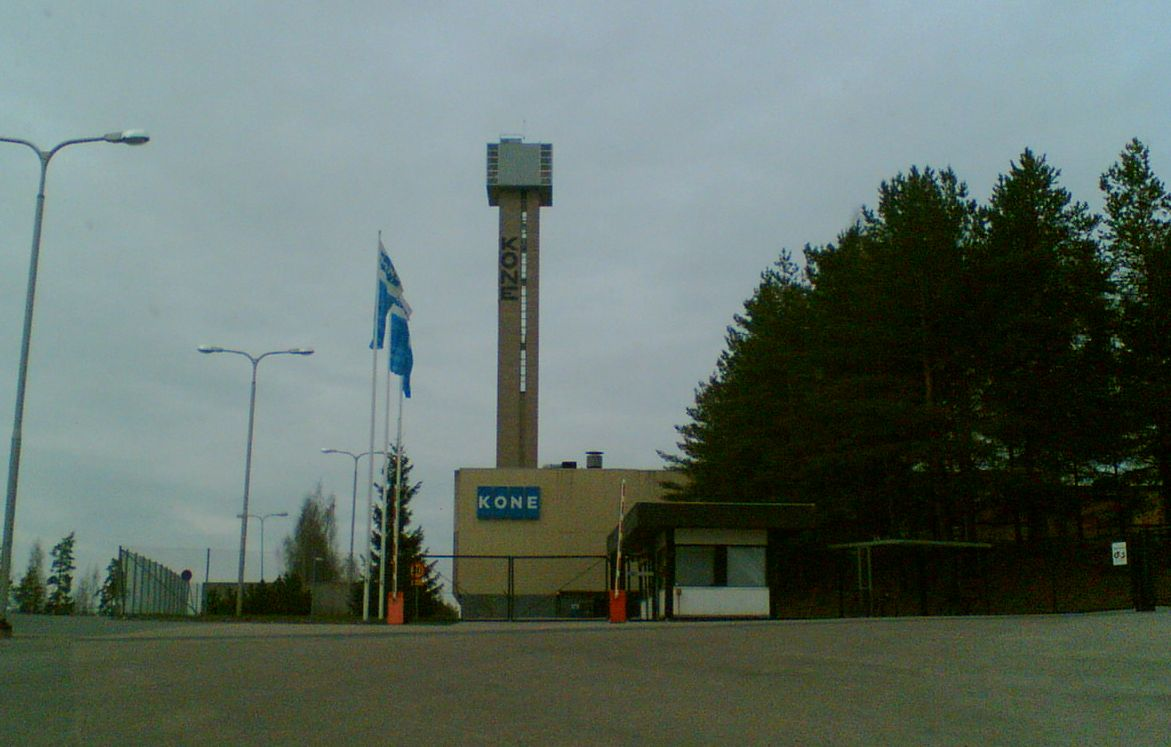
KONE R&D - testschacht voor liften

Voor de economische ontwikkeling van Hyvinkää waren behalve de spoorwegen ook het bedrijf KONE en zijn afsplitsing Konecranes uitermate belangrijk. Konecranes dat als zelfstandige onderneming uit KONE ontstond in 1994, heeft sinds dat jaar zijn wereldwijde hoofdkwartier in Hyvinkää. Het industriële bedrijf heeft als activiteit de productie van en dienstverlening rond kranen en geassocieerde producten.
In Hyvinkäa is er eveneens nog altijd een belangrijke vestiging van KONE, de op een na grootste liftenfabrikant ter wereld met activiteiten in liften, roltrappen en automatische deuren. KONE heeft in Hyvinkää onder andere zijn wereldwijde centrum voor onderzoek en ontwikkeling. Van verre ziet men al de liftschachten van KONE R&D, welke voor testdoeleinden dienen.
Dankzij de activiteiten van KONE, Konecranes en andere industrie heeft Hyvinkää een belangrijk industriegebied, dat zowel vanuit de stad als vanaf de E12 Helsinki-Tampere gemakkelijk bereikbaar is.

## Geboren
- Tea Vikstedt-Nyman (1959), wielrenster
- Peetu Piiroinen (1988), snowboarder
- Petja Piiroinen (1991), snowboarder